# اربان (بعدان)

تعديل مصدري - تعديل

اربان هي إحدى قرى عزلة دلال بمديرية بعدان التابعة لمحافظة إب، بلغ تعداد سكانها 319 نسمة حسب تعداد اليمن لعام 2004.